# Lampona allyn
Lampona allyn är en spindelart som beskrevs av Norman I. Platnick 2000. Lampona allyn ingår i släktet Lampona och familjen Lamponidae.
Artens utbredningsområde är New South Wales. Inga underarter finns listade i Catalogue of Life.